# Bill Quinn
Pour les articles homonymes, voir Quinn.
Bill Quinn, parfois crédité William Quinn, est un acteur américain, né le 6 mai 1912 à New York, New York, et mort le 29 avril 1994 à Camarillo, en Californie (États-Unis).

## Filmographie
- 1924 : The New School Teacher : Pupil
- 1960 : Commando de destruction (The Mountain Road) : col. Magnusson
- 1960 : Du haut de la terrasse (From the Terrace) : Lawrence Von Elm
- 1960 : Au nom de la loi  : 
  - saison 2 épisode 27 (Le paria) : Hanger-on
  - saison 3 épisode 7 (Le témoin/ The withness) : Sheriff George Mason
- 1961 : Opération Geishas (Cry for Happy) de George Marshall
- 1961 : Au nom de la loi
  - saison 3 épisode 23 (Lundi matin/ Monday morning)) : Porter Fairchild
  - saison 3 épisode 26 (Barney & fils)
- 1962 : Tempête à Washington (Advise & Consent) : sénateur Paul Hendershot
- 1963 : Les Oiseaux (The Birds) : Man in diner
- 1965 : Brainstorm (en) : Psychiatrist at Sanity Hearing
- 1965 : Mirage : Bartender
- 1965 : La Créature des ténèbres (Dark Intruder) : Neighbor
- 1966 : Les Plaisirs de Pénélope (Penelope) : Bank Executive
- 1967 : Quatre Fiancés pour un mari: Executive at Meeting
- 1967 : The Reluctant Astronaut (en) : capitaine Ferguson
- 1968 : The Shakiest Gun in the West : U.S. Marshal Bates
- 1968 : Les Mystères de l'Ouest (The Wild Wild West), de Michael Garrison (série télévisée)
  - La Nuit de la Mort masquée (The Night of the Death Masks), Saison 3 épisode 20, de Mike Moder : Dr Prior
  - La Nuit de l'Homme oublié (The Night of Fire and Brimstone), Saison 4 épisode 9, de Bernard McEveety : Dr Emmett Sloan
- 1969 : Un homme qui me plaît : Passager
- 1969 : The Pigeon (TV) : docteur
- 1970 : The Challenge (en) (TV) : Marine colonel
- 1971 : How to Frame a Figg (en) : Asst. Atty. Gen. John Carmoni
- 1971 : Incident in San Francisco (en) (TV)
- 1971 : The Sheriff (TV) : Docteur
- 1971 : Amnésie totale (en) (Dead Men Tell No Tales) (TV) : Bartender
- 1970 : The Odd Couple (en) (série télévisée) : Dr Melnitz (1972-75)
- 1973 : Set This Town on Fire (TV) : Chairman
- 1973 : Le Magicien (The Magician) (TV)
- 1973 : Chantage à Washington (Savage) (TV) : Senator Havilland
- 1973 : Ace Eli and Rodger of the Skies : Mortician
- 1973 : Satan's School for Girls (en) (TV) : Gardener
- 1974 : The Rockford Files (TV) : Harry Butler
- 1974 : Sin, American Style (TV) : Juge
- 1975 : Death Scream (en) (TV) : L'homme avec un cigare
- 1975 : Hearts of the West, d'Howard Zieff : Man in saloon
- 1975 : Le Tueur démoniaque (Psychic Killer) : Hospital coroner
- 1976 : L'Affaire Lindbergh (The Lindbergh Kidnapping Case) (TV) : Andrew Phelps
- 1976 : Captains and the Kings (feuilleton TV) : Dr Harris Herbert
- 1977 : La Chasse aux sorcières (Tail Gunner Joe) (TV)
- 1977 : Delta County, U.S.A. (TV) : Doc Place
- 1977 : Corey: For the People (TV) : Justin Milford
- 1977 : The Last Hurrah (en) (TV) : Jimmy Minihan
- 1978 : Crisis in Sun Valley (TV) : Deputy Willard
- 1978 : Matilda : Donohue
- 1978 : Terror Out of the Sky (TV) : Old Dermott
- 1971 : All in the Family (série télévisée) : Mr. Van Ranseleer (1978-1979)
- 1979 : Backstairs at the White House (feuilleton TV) : Andrew Mellon
- 1979 : Racines 2 (Roots: The Next Generations) (feuilleton TV) : Taxi Driver
- 1980 : Scrupules (feuilleton TV) : juge Riddle
- 1980 : The Kids Who Knew Too Much (TV) : Old Codger
- 1981 : Bustin' Loose (en) : juge Antonio Runzuli
- 1981 : Réincarnations (Dead & Buried) : Ernie
- 1982 : Mysterious Two (TV) : Tom
- 1983 : La Quatrième Dimension (Twilight Zone: The Movie) : Mr. Leo Conroy (Segment#2)
- 1984 : Meurtre dans un miroir (Dark Mirror) (TV) : Mr. Bennett
- 1988 : Le Dindon de la farce (Lucky Stiff) : Emmet Kassler
- 1989 : Star Trek 5 : L'Ultime Frontière (Star Trek V: The Final Frontier) : David McCoy